# Rockin' All Over the World
| 전문가 평가              | 전문가 평가 |
| 평가 점수                | 평가 점수   |
| 출처                     | 점수        |
| ------------------------ | ----------- |
| AllMusic                 | [ 1 ]       |
| Christgau's Record Guide | B+          |

《Rockin' All Over the World》는 영국의 하드 록 밴드 스테이터스 쿠오의 열 번째 스튜디오 음반이다. 이 음반은 핍 윌리엄스가 프로듀싱한 첫 음반이며, 앤디 본이 밴드의 정규 기여자로 참여한 첫 번째 음반이다. 1977년 11월 11일에 발매되었으며, 영국에서 5위에 올랐다.

## 배경
"형편없는 음반"이라고 기타리스트이자 가수인 프랜시스 로시가 말했다. 기타리스트 릭 파핏은 "《Rockin' All Over the World》에는 독기가 없다"고 반박했다. "정말 멋져요. 핍은 프로덕션에 약간의 클래스를 추가했고, 그 이후로 우리는 꽤 고급스러워졌습니다." 베이시스트 앨런 랭커스터는 로시의 말에 동의했다. "핍 윌리엄스가 우리를 프로듀싱하기 시작한 것은 모든 것이 잘못되기 시작했을 때였다."
존 포거티가 작사, 작곡하고 원래 녹음한 타이틀곡은 1977년 9월 싱글로 발매되어 영국에서 3위로 정점을 찍었다.  그들의 이전 스튜디오 음반의 B-사이드는 〈Ring of a Change〉였다. 〈Can't Give You More〉는 1991년 〈Rock 'til You Drop〉을 위해 밴드에 의해 재녹음되고 싱글로 발행되어 37위에 도달했지만, 이 음반에서 다른 싱글은 발매되지 않았다.
이 음반은 2005년 머큐리 레코드에 의해 보너스 트랙인 비틀즈의 〈Getting Better〉 커버와 함께 재발매되었으며, 1976년 영화 《이 모든 것과 제2차 세계 대전》의 사운드트랙으로 처음 녹음되었다. 이 트랙은 2015년 말에 발매된 디럭스 에디션에서 누락되었지만, 이 재발행을 위해 음반 전체가 원래 엔지니어인 존 이든에 의해 리믹스되고 재주문되었다. 새로운 믹스들 중 몇몇은 더 긴 플레이아웃을 특징으로 하며, 전체적인 사운드는 때때로 키보드 부분과 함께 두 개의 기타, 베이스와 드럼의 코어로 다시 벗겨졌다. 추가 보너스로 4개의 데모가 포함되었다.

## 곡 목록
| #  | 제목                    | 작사·작곡              | 재생 시간 |
| -- | ----------------------- | ---------------------- | --------- |
| 1. | 〈Hard Time〉           | 프랜시스 로시, 릭 파핏 | 4:45      |
| 2. | 〈Can't Give You More〉 | 로시, 밥 영            | 4:15      |
| 3. | 〈Let's Ride〉          | 앨런 랭커스터          | 3:03      |
| 4. | 〈Baby Boy〉            | 로시, 영               | 3:12      |
| 5. | 〈You Don't Own Me〉    | 랭커스터, 믹 그린      | 3:03      |
| 6. | 〈Rockers Rollin'〉     | 파핏, 재키 린튼        | 4:19      |

| #  | 제목                           | 작사·작곡                | 재생 시간 |
| -- | ------------------------------ | ------------------------ | --------- |
| 1. | 〈Rockin' All Over the World〉 | 존 포거티                | 3:36      |
| 2. | 〈Who Am I〉                   | 핍 윌리엄스, 피터 허친스 | 4:30      |
| 3. | 〈Too Far Gone〉               | 랭커스터                 | 3:08      |
| 4. | 〈For You〉                    | 파핏                     | 3:01      |
| 5. | 〈Dirty Water〉                | 로시, 영                 | 3:51      |
| 6. | 〈Hold You Back〉              | 로시, 파핏, 영           | 4:30      |

## 인증
| 국가                                                                                         | 인증        | 판매량/출하량 |
| -------------------------------------------------------------------------------------------- | ----------- | ------------- |
| 오스트레일리아 (ARIA)                                                                        | 2× 플래티넘 | 100,000^      |
| 프랑스 (SNEP)                                                                                | 골드        | 100,000*      |
| 독일 (BVMI)                                                                                  | 골드        | 250,000^      |
| 스페인 (PROMUSICAE)                                                                          | 플래티넘    | 100,000^      |
| 스위스 (IFPI 스위스)                                                                         | 골드        | 25,000^       |
| 영국 (BPI)                                                                                   | 골드        | 100,000       |
| 영국 (BPI) 2015 release                                                                      | 실버        | 60,000        |
| *판매량을 기반으로 한 인증 · ^출하량을 기반으로 한 인증 · 판매량+스트리밍을 기반으로 한 인증 |             |               |